# Agora Escolha
Agora Escolha foi um programa interativo de televisão que dava ao telespectador a hipótese de escolher, numa votação em tempo real, o que iria ser exibido a uma determinada hora, de entre dois conteúdos pré-determinados (frequentemente episódios de séries) denominados "Bloco A" e "Bloco B".
A série original foi transmitida pela RTP (inicialmente na RTP2 e a partir de 1993 na RTP1) entre 13 de outubro de 1986 e 7 de janeiro de 1994, e apresentada por Vera Roquette. Através de votação telefónica (foi o primeiro programa interativo da televisão portuguesa), os telespectadores faziam a opção entre dois programas possíveis (Bloco A e Bloco B). No dia de estreia o público escolheu um episódio da série "Space 1999", derrotando  a peça "La Sylphide" da Companhia Nacional de Bailado. Era tão popular que chegou a ser criado um Clube de Fãs.
25 anos depois, em 2011 a RTP Memória decidiu renovar o programa, sendo que todas as sextas-feiras era transmitido o bloco vencedor, com apresentação de Catarina Camacho. 
A 2 de Julho de 2015, foi anunciado que o programa iria voltar à televisão pública (RTP1) durante o Verão, com a apresentação de Marta Leite de Castro, às 23 horas. O programa estreou a 13 de Julho de 2015. 

## História
- A história do Agora Escolha na RTP confunde-se com a da sua própria apresentadora. Vera Roquette entrou para a RTP em 1986. Para além de ser locutora de continuidade, começou a apresentar, alternadamente com Serenella Andrade, histórias para os mais pequeninos em "Uma História ao Fim do Dia".[5]
- É precisamente nessa altura que Carlos Pinto Coelho surge com o projecto para o Agora Escolha. O programa estreou a 13 de Outubro de 1986, às 15:02, na RTP 2.[5]
- Vera Roquette sempre fez questão de frisar o carácter humano do programa. De facto, este não se limitava à escolha entre o Bloco A e o Bloco B. A apresentadora procurava um contacto próximo com o público, sobretudo o mais jovem, respondendo às suas cartas e mostrando alguns dos seus desenhos. Esporadicamente, eram também realizados alguns passatempos.[5]
- Foram várias as séries apresentadas ao público no Agora Escolha, destacando-se entre outras, "O Tal Canal", "Missão Impossível", "As Aventuras de Sherlock Holmes" ou "O Barco do Amor".[5]
- Foram também muitas as séries que acompanharam os minutos em que os telespectadores votavam. Inicialmente era dada prioridade aos desenhos animados ou a programas de índole infanto-juvenil, tais como: "Tom Sawyer", "Os Três Mosqueteiros", "Ana dos Cabelos Ruivos", "Histórias de Sempre".[5]
- Mais tarde, a escolha incidiu sobre séries em tom de comédia, como A Casa de Irene ou Quem Sai aos Seus.[5]
- No primeiro dia, os programas em votação foram o espectáculo de ballet La Sylphide, pela Companhia Nacional de Bailado, e um episódio de "Espaço: 1999", que foi o vencedor. Enquanto votavam, os telespectadores puderam assistir às séries "Os Polis" e "Charlot".[5]
- Tendo-se prolongado por muito tempo, Agora Escolha é um dos programas mais populares da televisão portuguesa. Ainda que desse a meio da tarde, é difícil que alguém não tenha visto uma ou outra sessão nos seus mais de sete anos de duração.[5]
- Entre 12 de Outubro de 1987 e 15 de Setembro de 1989, o programa deixou de ser diário, passando a ser exibido apenas às segundas, quartas e sextas.[5]
- Em 13 de Setembro de 1993, Agora Escolha mudou-se para o Canal 1, onde ficou até à última sessão, que foi ao ar em 7 de Janeiro de 1994.[5]
- Nesta fase, o Agora Escolha foi patrocinado pela Frisumo, e o Tampinhas tornou-se a mascote do programa.[5]
- O genérico do programa no Canal 1 teve como tema musical "Moon Dance", do harpista Andreas Wollenweider.[5]
- Os números de telefone para onde se ligava eram o 797 82 14, o 797 83 37 e o 797 82 89, da rede de Lisboa (indicativo 01).[5]
- No dia 5 de Setembro de 1988, foi inaugurado um novo sistema de acolhimento de chamadas, sediado no Centro de Produção do Porto. Ficaram, assim, disponíveis alguns telefones da rede do Porto (indicativo 02): 711 09 08 e 711 09 77.[5]
- A votação começava ainda antes do programa iniciar. Era possível ligar e as telefonistas informavam quais seriam as possibilidades de escolha para o dia.[5]
- A escolha dividia-se entre Bloco A e Bloco B mas os programas a votação podiam até nem ter nada a ver um com o outro. Como por exemplo, aconteceu: um episódio de Modelo e Detective versus um concerto de Rão Kyao [6]
- A primeira meia hora do programa era dedicada à votação — durante esse período eram transmitidas séries de animação ou de comédia, e os números da votação iam surgindo, atualizados, no ecrã. No final de cada edição, a apresentadora anunciava os programas a votação no dia seguinte. Os telespetadores também podiam ligar a votar mesmo antes de o programa começar. Para tal, eram informados das opções disponíveis nesse dia pelas telefonistas do canal.[6]
- Os genéricos foram sendo atualizados ao longo da duração do programa, tendo existido pelo menos quatro versões diferentes.[6]
- Vera Roquette abdicou de tirar férias durante alguns anos, pois o Verão era precisamente a época de maior sucesso do programa.[5]
- Após o final do Agora Escolha, Vera Roquette recebeu um convite para apresentar um programa semelhante na TVI. Perante a sua recusa, esta estação criou uma rubrica chamada "A Escolha É Sua", apresentada por Carmen Godinho. Ao contrário do que acontecera na RTP, as chamadas para este programa eram de valor acrescentado.[5]
- A TVI também utilizou este esquema no espaço infantil "A Hora do Recreio".[5]
- Vera Roquette permaneceu na RTP por mais algum tempo, onde apresentou o "Um Dó Li Tá", espaço para os mais novos da TV2.[5]
- Nos últimos anos, para além de outras actividades, Vera Roquette tem-se dedicado à escrita. Escreveu crónicas para o Diário de Notícias, algumas das quais foram incluídas no seu livro "Escrito na Areia", publicado em 2002.[5]
- Nessa altura, foi entrevistada no programa "Curto Circuito", da SIC Radical.[5]
- Mais recentemente, escreveu um livro para crianças, intitulado "O Senhor que Vivia na Lua".[5]
- No dia 23 de Março de 2009, Vera Roquette foi entrevistada por Catarina Miranda no "Há Conversa", na RTP Memória. Contudo, não foi mostrada qualquer imagem do Agora Escolha.[5]
- Neste programa, Vera Roquette mostrou um artigo publicado por Inês Pedrosa em Outubro de 1992, no Diário de Notícias, que evidenciava bem o fenómeno de popularidade em que o Agora Escolha se tornara ao longo dos seus primeiros 6 anos, com direito até à criação de um clube de fãs.[5]
- Em 2011 a RTP Memória decidiu renovar o programa, sendo que todas as sextas-feiras era transmitido o bloco vencedor, com apresentação de Catarina Camacho. No primeiro programa desta nova edição, foram mostradas imagens dos primeiros tempos do Agora Escolha, em 1986.[5]
- Sendo impossível dissociar a imagem de Vera do Agora Escolha, essa associação tem sido muitas vezes aproveitada. Exemplo disso é o livro Agora Escolha! Cromos à Desgarrada, que Vera publicou em 2011. Um dos “cromos” é precisamente dedicado ao Agora Escolha.[5]
- Já em 2014, por ocasião do Dia Mundial da Televisão (21 de novembro), a apresentadora protagonizou uma campanha publicitária da Vodafone, em que dava a escolher aos clientes o bloco de canais que pretendiam ver gratuitamente durante 3 dias.[5]
- Em 2015, 29 anos após a sua estreia original, a RTP1 decidiu fazer "renascer" o programa, incluindo-o na sua grelha de programação para o Verão, sendo, como o original, diário, com a apresentação de Marta Leite de Castro e com rábulas protagonizadas por Eduardo Madeira, Maria Vieira, Vítor Espadinha, Manuel Marques, Rui Unas, Joana Pais de Brito e Raimundo Cosme, que "ajudarão" o espectador a escolher o que quer ver.

## Formato

### 1986 - 1994
- Com um formato totalmente diferente de tudo o que já se tinha visto, Agora Escolha foi o primeiro programa interativo da televisão portuguesa, apelando à participação direta do telespectador.[5]
- Durante os primeiros minutos, Vera Roquette apresentava dois programas alternativos (Bloco A e Bloco B), escolhidos entre os maiores êxitos da televisão portuguesa. Seguia-se uma votação por telefone, em que o público elegia um desses programas.[5] Por vezes um dos blocos esmagava o outro a 0. Enquanto decorria o escrutínio, a RTP transmitia uma série, normalmente de desenhos animados, com duração aproximada de 25 minutos.[5]
- O programa escolhido era exibido integralmente, respeitando a vontade do telespectador, demonstrada na votação, que podíamos acompanhar no canto superior esquerdo.[5]

### 2011
- O formato era exatamente igual ao original, só que com a diferença de que a votação era tanto via telefone, como via online.

### 2015
- Marta Leite de Castro, é o rosto de “Agora Escolha”, um formato de sucesso dos anos 80 de regresso à RTP, agora com um nova vertente ficcional.
- Trata-se de um programa em que os telespectadores, através do site da RTP, escolhem entre dois conteúdos. Mas esta escolha pode não ser completamente pacífica. Para que não haja dúvidas, teremos um “focus group” que pretende "ajudar" o telespectador na sua decisão. Este grupo de pessoas reúne-se todas as noites e discute as vantagens e desvantagens dos programas a votação. Marta Leite de Castro vai moderar este “painel” que se prevê… pouco esclarecedor. O “focus group” é constituído por Eduardo Madeira, Manuel Marques, Maria Vieira, Raimundo Cosme, Rui Unas, Victor Espadinha e Joana Pais de Brito.

## Blocos a votação

### 1986
| Dia                   | Blocos  | Programas                                      |
| --------------------- | ------- | ---------------------------------------------- |
| 13 de outubro de 1986 | Bloco A | Space 1999                                     |
| 13 de outubro de 1986 | Bloco B | "La Sylphide" da Companhia Nacional de Bailado |

### 1989
| Dia                   | Blocos  | Programas                   |
| --------------------- | ------- | --------------------------- |
| 2 de novembro de 1989 | Bloco A | A Ilha da Fantasia          |
| 2 de novembro de 1989 | Bloco B | Quando as Mulheres Triunfam |

### 1993
| Dia                   | Blocos  | Programas      | Votos | Total |
| --------------------- | ------- | -------------- | ----- | ----- |
| 1 de dezembro de 1993 | Bloco A | Acção em Miami | 353   | 739   |
| 1 de dezembro de 1993 | Bloco B | Kung Fu        | 386   | 739   |

### 2015
| Edição de 2015        | Edição de 2015 | Edição de 2015                                    | Edição de 2015                                        |
| Dia                   | Blocos         | Programas                                         | Audiências                                            |
| --------------------- | -------------- | ------------------------------------------------- | ----------------------------------------------------- |
| 13 de julho de 2015   | Bloco A        | Liberdade 21                                      | 171 000 espectadores (1,8% de rating e 5,0% de share) |
| 13 de julho de 2015   | Bloco B        | O Tal Canal                                       | 171 000 espectadores (1,8% de rating e 5,0% de share) |
| 14 de julho de 2015   | Bloco A        | Zé Gato                                           | 237 500 espectadores (2,5% de rating e 6% de share)   |
| 14 de julho de 2015   | Bloco B        | Os Contemporâneos                                 | 237 500 espectadores (2,5% de rating e 6% de share)   |
| 15 de julho de 2015   | Bloco A        | E Depois Matei-o (Telefilme)                      | 218 500 espectadores (2,3% de rating e 6,8% de share) |
| 15 de julho de 2015   | Bloco B        | Rouxinol Faduncho                                 | 218 500 espectadores (2,3% de rating e 6,8% de share) |
| 16 de julho de 2015   | Bloco A        | A Minha Sogra é Uma Bruxa                         | 190 000 espectadores (2% de rating e 6,8% de share)   |
| 16 de julho de 2015   | Bloco B        | João Villaret                                     | 190 000 espectadores (2% de rating e 6,8% de share)   |
| 20 de julho de 2015   | Bloco A        | Estado de Graça (Best Off)                        | 256 500 espectadores (2,7% de rating e 7,8% de share) |
| 20 de julho de 2015   | Bloco B        | José Afonso no Coliseu                            | 256 500 espectadores (2,7% de rating e 7,8% de share) |
| 21 de julho de 2015   | Bloco A        | O Tal Canal                                       | 218 500 espetadores (2,3% de rating e 5,7% de share)  |
| 21 de julho de 2015   | Bloco B        | Rouxinol Faduncho no Seixal                       | 218 500 espetadores (2,3% de rating e 5,7% de share)  |
| 22 de julho de 2015   | Bloco A        | Santos da Casa                                    | 190 000 espetadores (2% de rating e 5,9% de share)    |
| 22 de julho de 2015   | Bloco B        | A Vez e a Voz (com Simone Oliveira)               | 190 000 espetadores (2% de rating e 5,9% de share)    |
| 23 de julho de 2015   | Bloco A        | Notas Para Si (Sérgio Godinho)                    | 171 000 espetadores (1,8% de rating e 6,4% de share)  |
| 23 de julho de 2015   | Bloco B        | A Minha Sogra é Uma Bruxa                         | 171 000 espetadores (1,8% de rating e 6,4% de share)  |
| 24 de julho de 2015   | Bloco A        | Zé Gato                                           | 190 000 espetadores (2% de rating e 5,5% de share)    |
| 24 de julho de 2015   | Bloco B        | Liberdade 21                                      | 190 000 espetadores (2% de rating e 5,5% de share)    |
| 27 de julho de 2015   | Bloco A        | Claxon                                            | 266 000 espetadores (2,8% de rating e 8,3% de share)  |
| 27 de julho de 2015   | Bloco B        | Rouxinol Faduncho                                 | 266 000 espetadores (2,8% de rating e 8,3% de share)  |
| 28 de julho de 2015   | Bloco A        | Milionários à Força                               | 218 500 espetadores (2,3% de rating e 6,5% de share)  |
| 28 de julho de 2015   | Bloco B        | Amália no Coliseu                                 | 218 500 espetadores (2,3% de rating e 6,5% de share)  |
| 29 de julho de 2015   | Bloco A        | Zé Gato                                           | 180 500 espetadores (1,9% de rating e 5,5% de share)  |
| 29 de julho de 2015   | Bloco B        | Cidade Despida                                    | 180 500 espetadores (1,9% de rating e 5,5% de share)  |
| 30 de julho de 2015   | Bloco A        | Paraíso Filmes                                    | 161 500 espetadores (1,7% de rating e 6,1% de share)  |
| 30 de julho de 2015   | Bloco B        | TV Clube (com José Viana)                         | 161 500 espetadores (1,7% de rating e 6,1% de share)  |
| 3 de agosto de 2015   | Bloco A        | Santos da Casa                                    | 199 500 espetadores (2,1% de rating e 6,3% de share)  |
| 3 de agosto de 2015   | Bloco B        | Deixem Passar a Música (com Lena d'Água)          | 199 500 espetadores (2,1% de rating e 6,3% de share)  |
| 4 de agosto de 2015   | Bloco A        | Hotel 5 Estrelas                                  | 228 000 espetadores (2,4% de rating e 6,4% de share)  |
| 4 de agosto de 2015   | Bloco B        | Melodias de Sempre                                | 228 000 espetadores (2,4% de rating e 6,4% de share)  |
| 5 de agosto de 2015   | Bloco A        | Os Contemporâneos                                 | 218 500 espetadores (2,3% de rating e 6,1% de share)  |
| 5 de agosto de 2015   | Bloco B        | Maria Bethânia no Coliseu                         | 218 500 espetadores (2,3% de rating e 6,1% de share)  |
| 6 de agosto de 2015   | Bloco A        | Os Bonecos da Bola                                | 247 000 espetadores (2,6% de rating e 6,7% de share)  |
| 6 de agosto de 2015   | Bloco B        | Grandes Êxitos Max                                | 247 000 espetadores (2,6% de rating e 6,7% de share)  |
| 7 de agosto de 2015   | Bloco A        | O Último Verão                                    | 152 000 espetadores (1,6% de rating e 5,1% de share)  |
| 7 de agosto de 2015   | Bloco B        | O Tal Canal                                       | 152 000 espetadores (1,6% de rating e 5,1% de share)  |
| 10 de agosto de 2015  | Bloco A        | Rouxinol Faduncho                                 | 209 000 espetadores (2,2% de rating e 6,2% de share)  |
| 10 de agosto de 2015  | Bloco B        | Zé Gato                                           | 209 000 espetadores (2,2% de rating e 6,2% de share)  |
| 11 de agosto de 2015  | Bloco A        | Claxon                                            | 190 00 espetadores (2,0% de rating e 7,7% de share)   |
| 11 de agosto de 2015  | Bloco B        | Estado de Graça                                   | 190 00 espetadores (2,0% de rating e 7,7% de share)   |
| 12 de agosto de 2015  | Bloco A        | Cidade Despida                                    | 209 000 espetadores (2,2% de rating e 6,6% de share)  |
| 12 de agosto de 2015  | Bloco B        | Isto é o Agildo                                   | 209 000 espetadores (2,2% de rating e 6,6% de share)  |
| 13 de agosto de 2015  | Bloco A        | Paraíso Filmes                                    | 199 500 espetadores (2,1% de rating e 5,8% de share)  |
| 13 de agosto de 2015  | Bloco B        | AntiCrise                                         | 199 500 espetadores (2,1% de rating e 5,8% de share)  |
| 17 de agosto de 2015  | Bloco A        | Rouxinol Faduncho                                 | 228 000 espetadores (2,4% de rating e 7,6% de share)  |
| 17 de agosto de 2015  | Bloco B        | Concerto Rui Veloso na Amadora                    | 228 000 espetadores (2,4% de rating e 7,6% de share)  |
| 20 de agosto de 2015  | Bloco A        | A Morte dos Tolos                                 | 180 500 espetadores (1,9% de rating e 5,7% de share)  |
| 20 de agosto de 2015  | Bloco B        | Nico D'Obra                                       | 180 500 espetadores (1,9% de rating e 5,7% de share)  |
| 24 de agosto de 2015  | Bloco A        | Docas 2                                           | 180 500 espetadores (1,9% de rating e 5,9% de share)  |
| 24 de agosto de 2015  | Bloco B        | Hotel 5 Estrelas                                  | 180 500 espetadores (1,9% de rating e 5,9% de share)  |
| 27 de agosto de 2015  | Bloco A        | Os Bonecos da Bola                                | 152 000 espetadores (1,6% de rating e 4,2 de share)   |
| 27 de agosto de 2015  | Bloco B        | Notas para Si                                     | 152 000 espetadores (1,6% de rating e 4,2 de share)   |
| 28 de agosto de 2015  | Bloco A        | Estado de Graça                                   | 180 500 espetadores (1,9% de rating e 6,4% de share)  |
| 28 de agosto de 2015  | Bloco B        | Liberdade 21                                      | 180 500 espetadores (1,9% de rating e 6,4% de share)  |
| 31 de agosto de 2015  | Bloco A        | Herman Enciclopédia                               | 190 000 espetadores (2% de rating e 5,4% de share)    |
| 31 de agosto de 2015  | Bloco B        | Simone de Oliveira no Teatro Nacional D. Maria II | 190 000 espetadores (2% de rating e 5,4% de share)    |
| 1 de setembro de 2015 | Bloco A        | Paraíso Filmes                                    | 180 500 espetadores (1,9% de rating e 4,9% de share)  |
| 1 de setembro de 2015 | Bloco B        | Claxon                                            | 180 500 espetadores (1,9% de rating e 4,9% de share)  |
| 2 de setembro de 2015 | Bloco A        | Rouxinol Faduncho                                 | 209 000 espetadores (2,2% de rating e 7,6% de share)  |
| 2 de setembro de 2015 | Bloco B        | António Sala ao Vivo                              | 209 000 espetadores (2,2% de rating e 7,6% de share)  |
| 3 de setembro de 2015 | Bloco A        | Notas para Si (com José Cid)                      | 133 000 espetadores (1,4% de rating e 5% de share)    |
| 3 de setembro de 2015 | Bloco B        | Os Contemporâneos                                 | 133 000 espetadores (1,4% de rating e 5% de share)    |